# Standesämter im Land Bremen
Standesämter im Land Bremen gibt es seit 1876 und aktuell in Bremen-Mitte, Bremen-Vegesack und Bremerhaven-Mitte.

## Geschichte

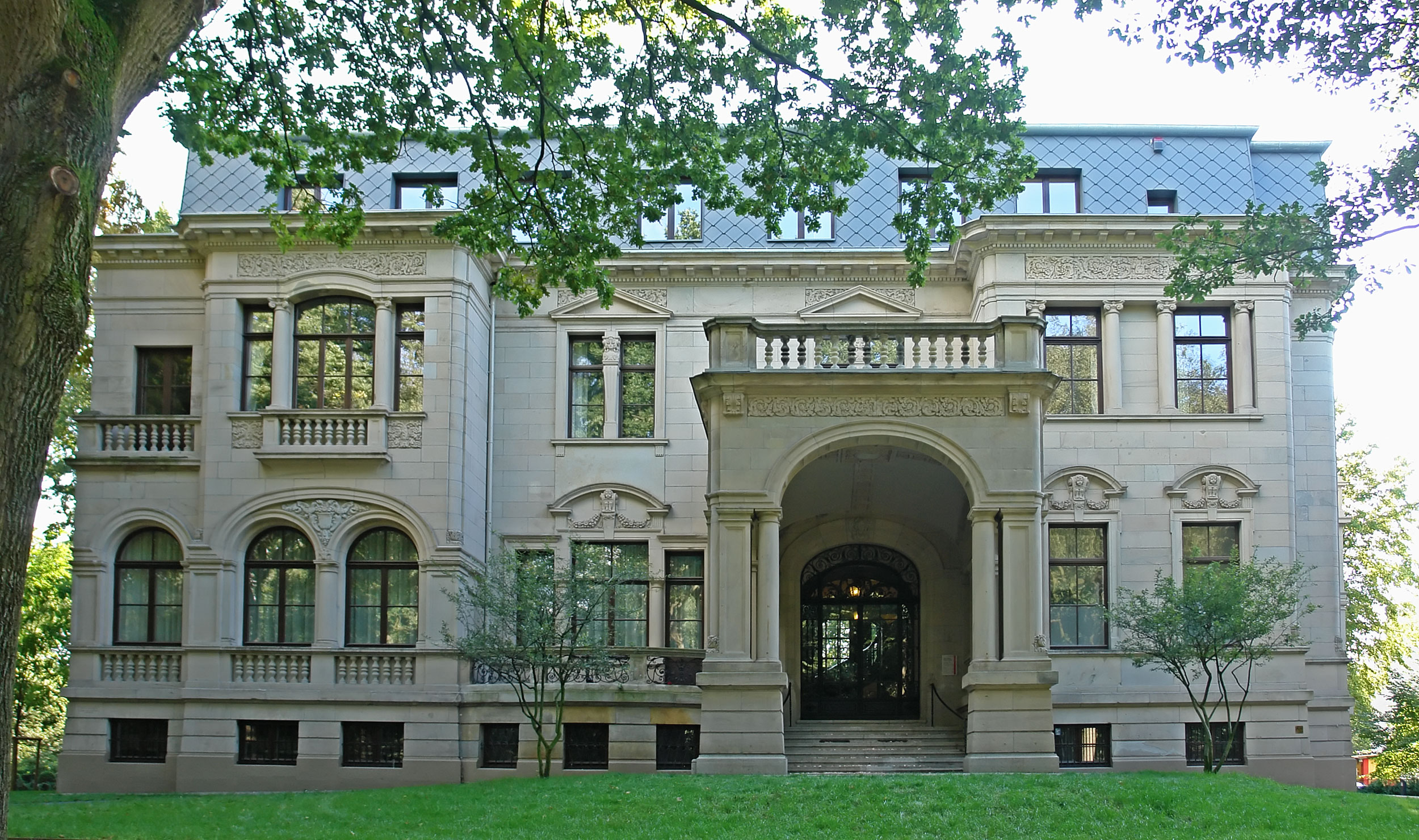
Standesamt Bremen-Mitte, Hollerallee 79

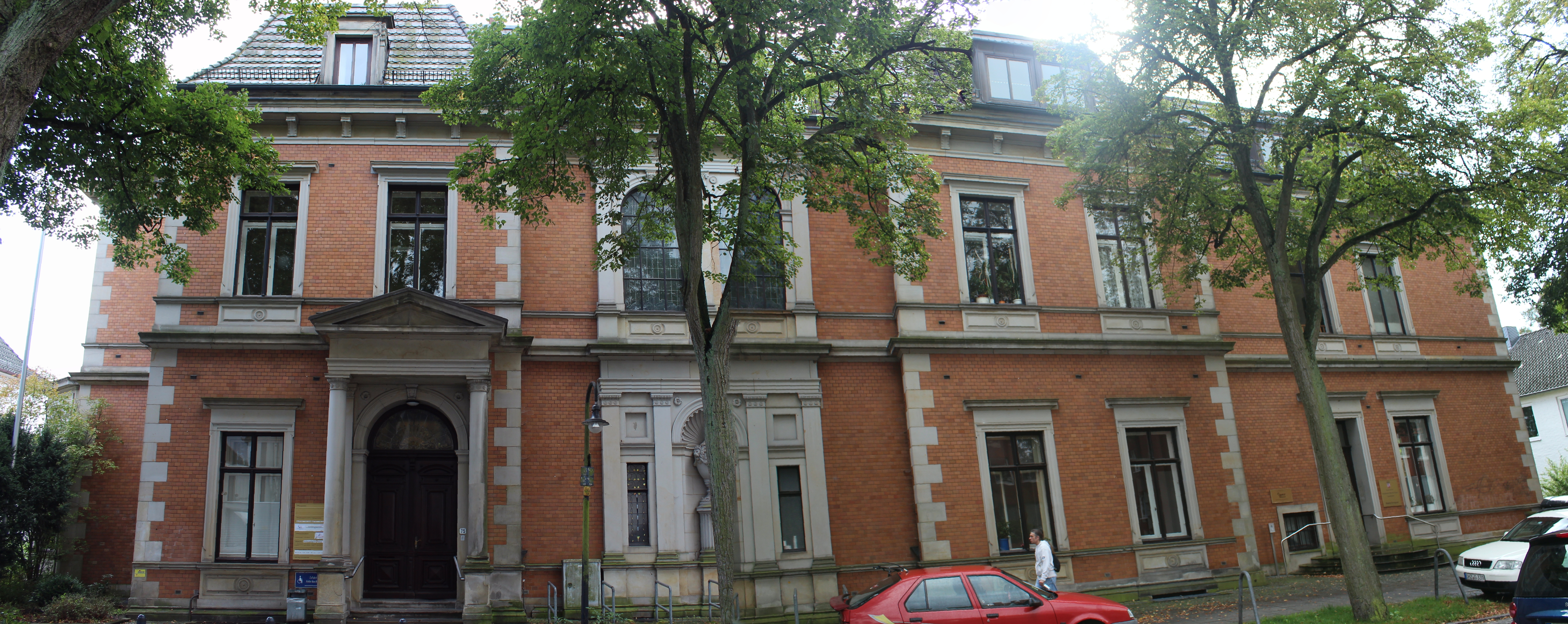
Standesamt Vegesack bzw. Bremen-Nord in der Villa Fritze bis 2012

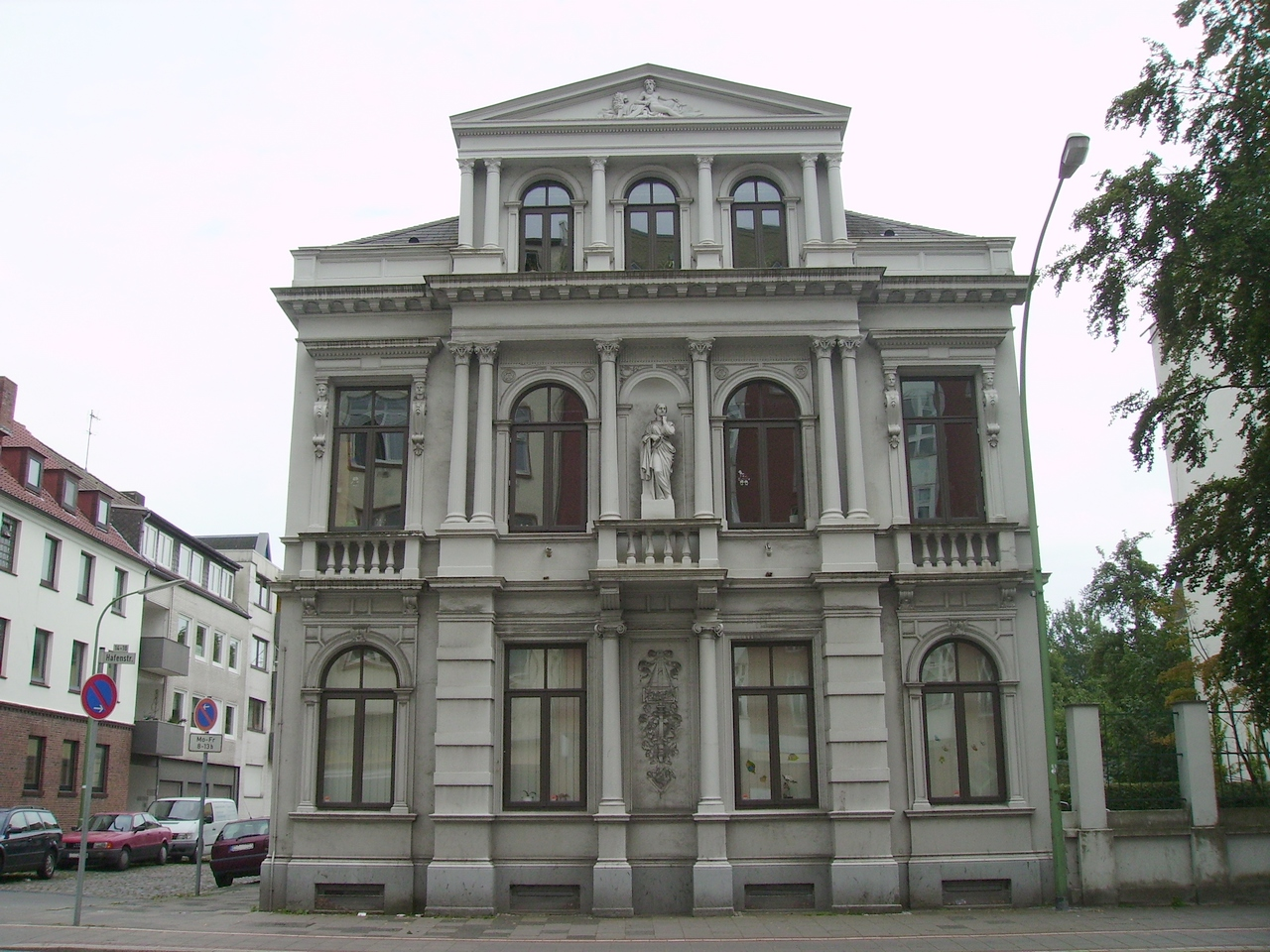
Bremerhaven 1982–2018: Villa Seedorf in Lehe

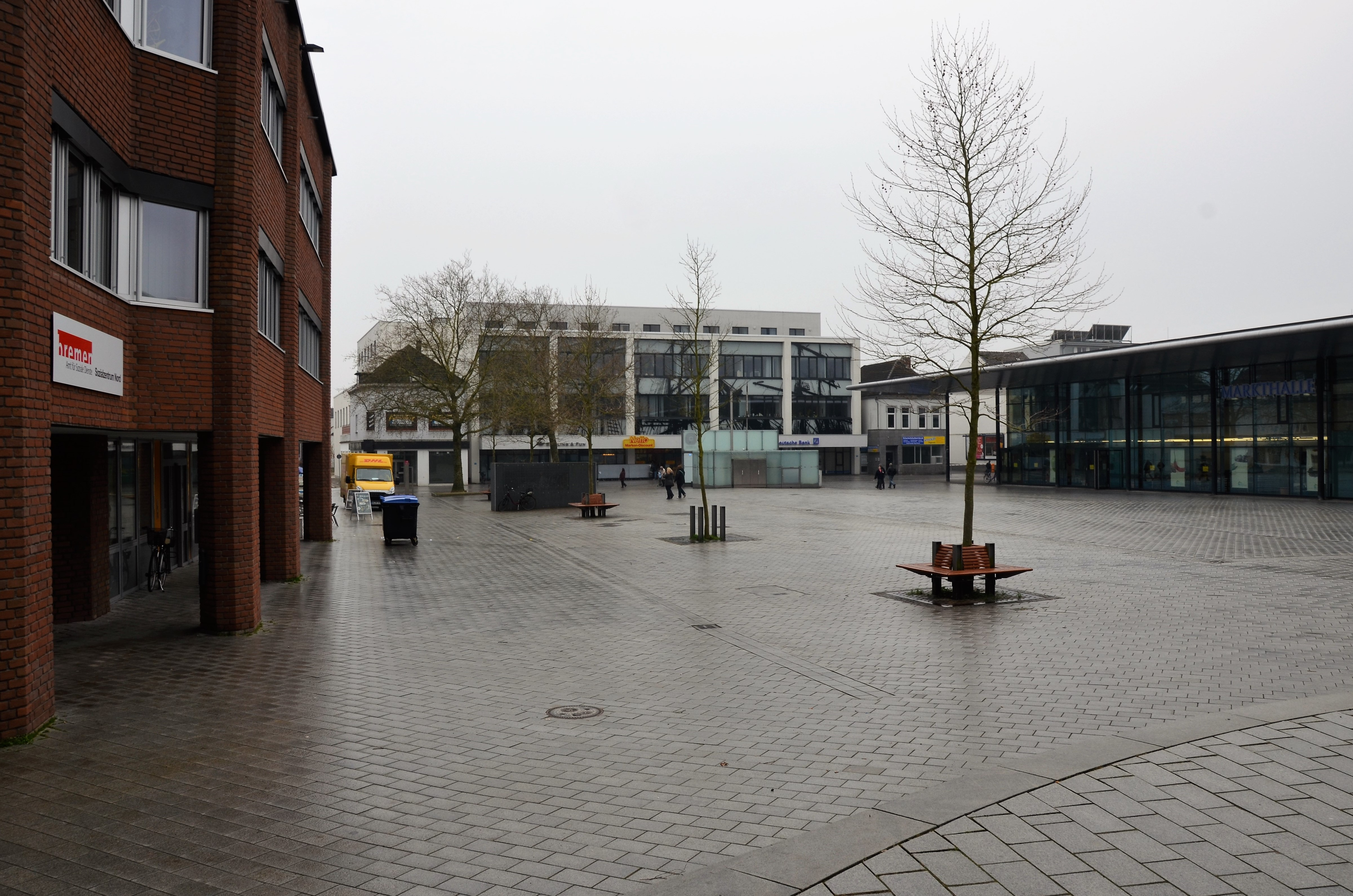
Sedanplatz mit Ortsamt Vegesack und Standesamt Bremen-Nord

Früher wurden die Personenstandsfälle wie Geburten, Eheschließungen und Sterbefälle in den von den Pfarrämtern geführten Kirchenregistern (Kirchenbuch) verzeichnet und allgemein öffentlichen und staatlichen Zwecken dienstbar gemacht.
In der Bremer Franzosenzeit mussten 1811 die Aufgaben von Staat und Kirche strikt getrennt werden und im Civilstandsregister wurden nun die Personenstandsfälle geführt. Nach der Franzosenzeit wurde 1813 und 1814 vom Bremer Senat angeordnet, die Zivilstandsregister weiterzuführen. Ein Erlass von 1816 regelte dazu die Einzelheiten. Register wurden in Bremen vom Polizei- und Kriminalgericht unter Aufsicht eines Richters, in Vegesack von einem Beamten und in den bremischen Landgemeinden von den dortigen Pastoren geführt.
Mit dem Reichsgesetz über die Beurkundung des Personenstandes und der Eheschließung von 1875 (siehe Personenstandsgesetz (Deutschland)) wurden zum 1. Januar 1876 einheitlich im Reichsgebiet Standesämter mit der besonderen Aufgabe der Führung von Personenstandsregistern (Standesamtsregister) eingerichtet. Auch in Bremen wurde das Gebiet in Standesamtsbezirke eingeteilt; mehrere Landgemeinden konnten in einem Bezirk zusammengefasst werden. Pastoren durften keine Standesbeamten sein. In den kleinen Landgemeinden war der Bürgermeister bzw. der Ortsvorsteher auch Standesbeamter. Eintragungen in das Register waren gebührenfrei. Kirchliche Trauungen durften erst nach der standesamtlichen Eintragung erfolgen. Die Dienstaufsicht oblag dem Staatskommissar für das Standesamtswesen. In der Stadt Bremen gab es das Büro in dem Haus Erste Schlachtpforte Nr. 1 und dann ab 1909 im neuen Staatsarchiv an der Tiefer. Durch die erheblichen Gebietsvergrößerungen entstanden die Standesamtsbezirke 1 bis 5 sowie die Bezirke Bremerhaven und Vegesack und in einigen Gemeinden des Landgebietes.
Im bremischen Bremerhaven (heute Mitte) gab es von 1827 bis 1875 das staatlich geführte Zivilstandsregister und ab 1876 das Register beim Standesamt. 
In den preußischen Gemeinden Lehe und Geestemünde wurden ab 1874 Zivilstandsregister bei den örtlichen Gemeindeverwaltungen bzw. den Standesämtern geführt, so auch von 1924 bis 1947 in der Stadt Wesermünde. 
Im Standesamtsbezirk in Bremerhaven war das Standesamt von 1982 bis 2018 in der Villa Seedorf in Bremerhaven-Lehe.
Nach dem Zweiten Weltkrieg entstanden die Standesamtsbezirke
- Bremen-Mitte: Standesamt Hollerallee Nr. 79; Trauorte können auch in anderen Gebäuden stattfinden (u. a. Bremer Rathaus)
- Bremen-Nord: Zunächst Standesämter in Blumenthal, Lesum und Vegesack; ab Juli 1977 Standesamt Bremen-Nord in Vegesack, Weserstraße 74/75, seit 2012 Gerhard-Rohlfs-Straße 62 am Sedanplatz.[1]
- Bremerhaven: Standesamt in Mitte, Am Alten Hafen 118 im 7. Obergeschoss, zuständig auch für das stadtbremische Hafengebiet.[2] Trauorte sind auch das Segelschulschiff Deutschland im Neuen Hafen, auf dem Salondampfer Hansa, im Schaufenster Fischereihafen, im Natusch Fischereihafenrestaurant und in der Galerie in Thieles Garten in Leherheide, Mecklenburger Weg 100.